# Lochwiesen von Biblis
Die Lochwiesen von Biblis sind ein Naturschutzgebiet in der Gemeinde Biblis im hessischen Landkreis Bergstraße.

## Lage
Das Naturschutzgebiet Lochwiesen von Biblis befindet sich im hessischen Ried im Naturraum Nördliche Oberrheinniederung, zwischen der Stadt Biblis und dem Kernkraftwerk Biblis, etwa 1,5 km vom Rheinufer entfernt. Der in Nord-Süd-Richtung verlaufende Mersweg, ein befestigter Feldweg, quert das quasi rechteckige Gebiet etwa in der Mitte.
Nordwestlich und nördlich der Lochwiesen befinden sich entlang des Rheinufers die Naturschutzgebiete Steiner Wald von Nordheim und Hammer Aue von Gernsheim und Groß-Rohrheim. Alle Schutzgebiete befinden sich im Geo-Naturpark Bergstraße-Odenwald sowie im EU-Vogelschutzgebiet Rheinauen bei Biblis und Groß-Rohrheim.

## Naturschutzgebiet
Die Lochwiesen von Biblis mit einer Größe von etwa 50 Hektar wurden 1992 unter Schutz gestellt. Das Gebiet ist der Rest eines ehemals ausgedehnten, wechselfeuchten Wiesenzuges in der Altaue des Rheins, der sich noch zu Beginn des 20. Jahrhunderts auf mehreren Hundert Meter Breite von Wattenheim bis Groß-Rohrheim erstreckte.
Das Schutzgebiet dient der Erhaltung von ökologisch wertvollen Stromtal- und Niederungswiesen sowie der Schilfflächen. Es wird eine extensive Grünlandnutzung angestrebt, ebenso sollen die Ackerflächen wieder in Grünland zurückgeführt werden. Der kleine Pappelwald wird in strukturreiche Bestände mit einheimischen Baum- und Straucharten umgebaut, der Kopfweidenbestand wird erweitert.